# نغوتس
نغوتس (به ارمنی: Նեղոց) یک روستا در ارمنستان است که در استان لوری واقع شده‌است. نغوتس در ۶۰ کیلومتری شمال شرق وانادزور، مرکز استان لوری واقع شده‌است.

## خصوصیات
نغوتس ۳۲۰ نفر جمعیت دارد و در ارتفاع ۵۵۰ متر بالاتر از سطح دریا قرار گرفته‌است.
| سال   | ۱۹۲۶ | ۱۹۳۹ | ۲۰۰۱ | ۲۰۰۴ |
| جمعیت | ۹۶   | ۲۵۰  | ۳۲۰  | ۲۷۷  |

## نگارخانه

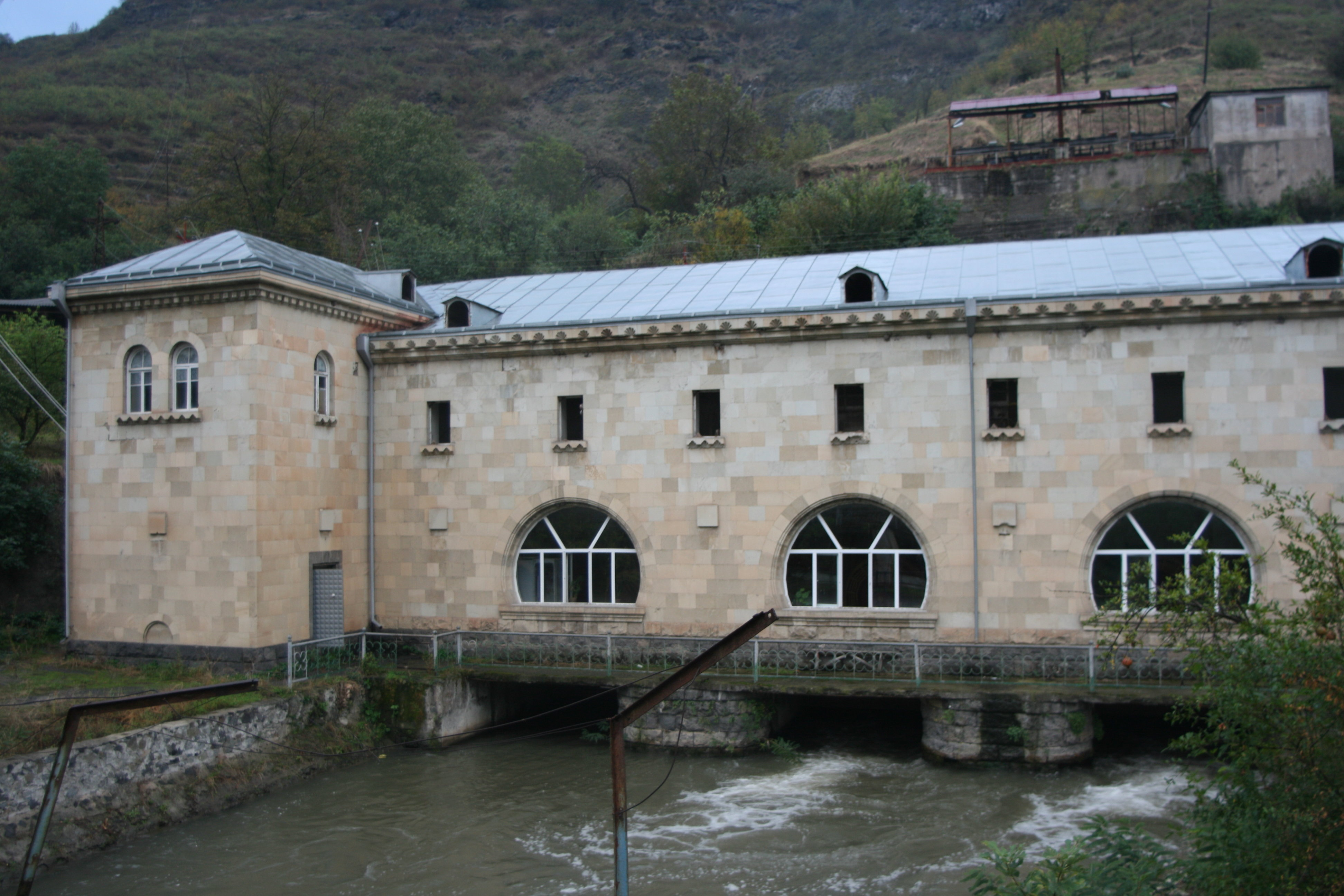